# گادایوا ۳۰۱۸
سیارک ۳۰۱۸ (به انگلیسی: 3018 Godiva، نامگذاری:1982KM) سه هزار و هجدهمین سیارک کشف شده‌است که در ۲۱ مه ۱۹۸۲ کشف شد.
قدر مطلق سیارک برابر ۱۲٫۸۰ است.